# 太陽山 (喬治亞州)
太陽山（英語：Sun Hill）是位於美國喬治亞州華盛頓縣的一個非建制地區。該地的面積和人口皆未知。

## 地理
太陽山的座標為32°57′06″N 82°43′45″W / 32.95167°N 82.72917°W，而該地的平均海拔高度為107米（即351英尺）。